# Rüdiger Beile

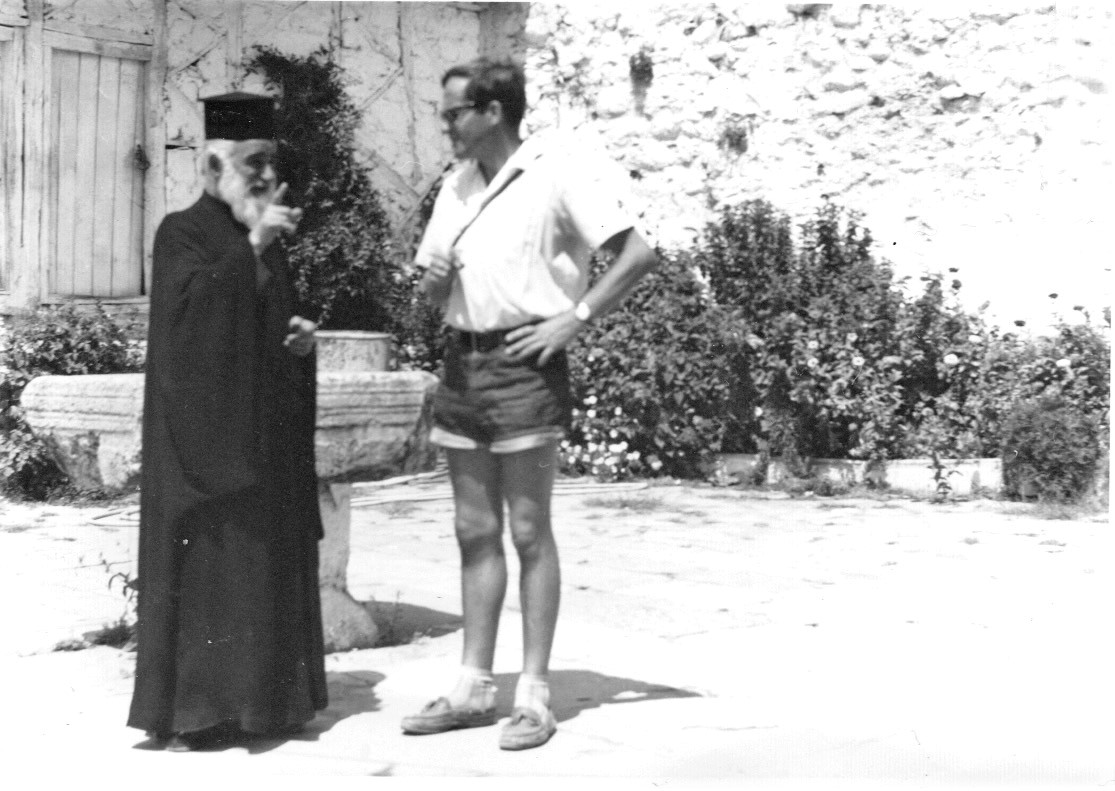
Rüdiger Beile im Gespräch mit einem orthodoxen Priester in Meteora im Jahr 1969

Rüdiger Beile (* 28. Oktober 1932 in Karlsruhe; † 1. Juni 2023 in Wertheim) war ein deutscher evangelischer Pfarrer, Jugendleiter, Schuldekan und Theologe. Er war in der Nachkriegszeit in Baden-Württemberg Neubegründer von Gruppen, die in der Tradition der bündischen Jugend, der dj 1.11. standen. Im kirchlichen Bereich setzte er sich aktiv für die Ökumene ein, für den Dialog unter den christlichen Kirchen und den Ausgleich mit dem Islam. Er war Theologe und Buchautor und promovierte zuletzt über 70-jährig mit einer historischen Interpretation der Offenbarung des Johannes. Rüdiger Beile lebte ab 1981 in Wertheim.

## Leben

### Kindheit und Jugend
Beile verbrachte seine Kindheit als Sohn von Alfons und Ilse Beile in Karlsruhe. Der Vater verstarb früh (1939). Gegen Kriegsende wurde die Mutter mit ihrem Sohn nach Östringen evakuiert. In der dortigen evangelischen Gemeinde war Rüdiger Beile seit 1946 Mitglied und ab 1948 Leiter der Jugendgruppe. Nach dem Abitur in Karlsruhe 1952 arbeitete er zunächst ein Jahr als Hauslehrer im Zinzendorf-Gymnasium der Brüdergemeinde in Königsfeld. Es folgte das Theologiestudium 1953 bis 1959 in Heidelberg.

### Jugendbewegung
Beile war 1955 in Karlsruhe Gründer einer bündischen Horte, die sich mit zwei weiteren Gruppen der Kirchheimer Jungenschaft und einer Gruppe in Dirmstein am 1. November 1956 zur e.j. 1.11. (evangelische Jugend 1.11.) zusammenschloss und sich in die Tradition der dj.1.11 stellte.

### Privatleben
Rüdiger Beile heiratete 1961 Gertrud Schuler, das Ehepaar hatte sieben Kinder. Sohn Markus Beile trat in die Fußstapfen seines Vaters und wurde Pfarrer und Buchautor. Die Ehefrau Gertrud Beile verstarb am 13. Januar 2011.

## Kirchliche Laufbahn
„Die erste Stelle als Gemeindevikar fand er in Pforzheim [1959], eineinhalb Jahre war er Gemeindevikar in Schopfheim [1960/1961]. (... Danach) wirkte er dreieinhalb Jahre als Religionslehrer an Gymnasium und Wirtschaftsoberschule in Mannheim.“

### Jestetten
Ab 1. Mai 1965 war er Pfarrverwalter und ab 1. August 1965 Pfarrer des Kirchenbezirks Jestetten-Grießen im Landkreis Waldshut, „einer Diaspora-Gemeinde mit 18 Ortschaften, 6 Predigtstationen ohne Hilfskraft, daneben Leitung des südbadischen, ökum. Studienkreises der Landeskirche sowie Mitarbeit im Synodal-Ausschuß für Ökumene und Mission, Teilnahme am Frankfurter Gespräch.“ (lt. Lebenslauf). Die offizielle Amtseinführung eines evangelischen Pfarrers am 8. September 1965 war in damaliger Zeit ein Ereignis, zu dem sich Honoratioren aus dem deutschen und schweizerischen Umfeld bis zu Dekan und Landrat einfanden. Im August 1965 hatte Rüdiger Beile im Rahmen seines Engagements in der Ökumenischen Bewegung mit dem altkatholischen Pfarrer von Dettighofen einen gemeinsamen Gottesdienst initiiert, eine Idee, der sich bald darauf auch die katholische Gemeinde von Jestetten anschloss.

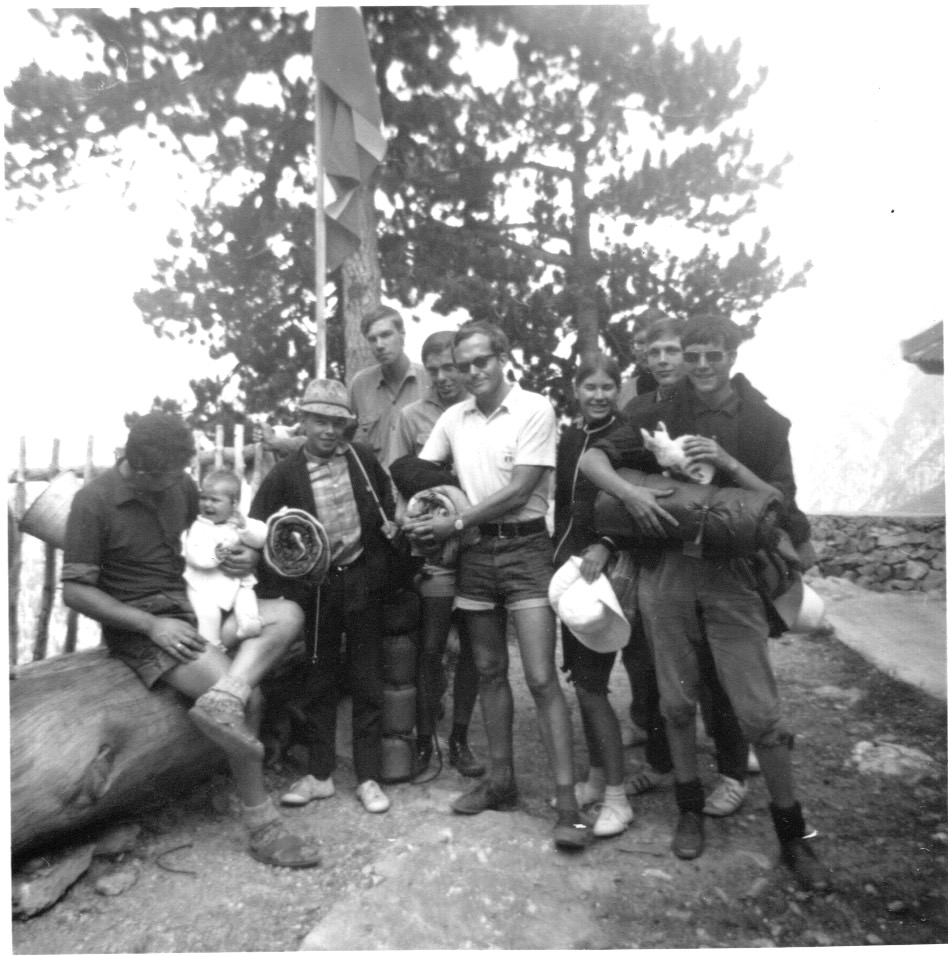
Hellasfahrt 1968 der e.j.g 1.11., Gruppenbild vor Olymp-Hütte Spilios Agapitos

Im östlichen Landkreis Waldshut in der Nähe zur Schweizer Grenze gründete Rüdiger Beile die Evangelische Jugend Grenzland (e.j.g 1.11.) mit einer Horte sowie Ortschaftsgruppen und erstmals einem ‚gemischten Jugendkreis‘.

### Engagement in der Ökumene
Rüdiger Beile zählte in den 60er-Jahren zur Generation „junger Pfarrer“, die sich in der Jugendarbeit und aus diesem Umfeld heraus in der Ökumenischen Bewegung engagierten. Über die theologische Suche nach Gemeinsamkeiten hinaus gelang auch die praktische Zusammenarbeit mit zuerst altkatholischen und dann auch römisch-katholischen Geistlichen in gemeinsamen Gottesdiensten mit einer hier ‚von unten‘ entwickelten Liturgie – etwa bei der Trauung von „Mischehen“. Beile gestaltete maßgeblich die ökumenischen Aktivitäten der kirchlichen Basis im Raum Karlsruhe/Mannheim durch die Gründung des Rotenburger Kreises. 
Siehe: Ökumenische Bewegung in Deutschland

### Weitere Stationen
Im Januar 1971 wurde Beile als Pfarrer nach Leimen bei Heidelberg berufen, wo er Jugendarbeit erneut begründete und das Engagement für die Ökumene fortsetzte.
1976 folgte die Berufung nach Lauda-Königshofen, hier reagierte er in der Jugendarbeit auf die Veränderungen der Zeit, ließ bündische Traditionen ausklingen und akzeptierte die mehr gesellschaftspolitische Orientierung der neuen Generation für Umwelt und Alternativen. Beile bezog sich nun neben der Gemeindearbeit auf den schulischen Bereich und wurde Schuldekan von Adelsheim, Boxberg und Wertheim.
1981 bis 1995 war Wertheim die vorletzte Station seiner kirchenamtlichen Tätigkeit. 1995 wurde Rüdiger Beile als Schuldekan verabschiedet. Im Kirchenbezirk übernahm er noch regelmäßig Gottesdienst- und Urlaubsvertretungen.
Im Zusammenhang seiner Islamstudien hielt Beile Vorträge und konnte dabei das öffentliche Interesse zur Gründung eines deutsch-islamischen Arbeitskreises in Wertheim nutzen, der CIGIF (Christlich-Islamische Gesellschaft).
Von 1991 bis 1997 war Rüdiger Beile zweiter Vorsitzender der Hochkirchlichen Vereinigung Augsburgischen Bekenntnisses.

## Ruhestandstätigkeit
1998, bereits im Ruhestand, übernahm Rüdiger Beile das Pfarramt der evangelischen deutsch/niederländisch/französischen Gemeinde (Comunita Evangelica Ecumenica di Ispra-Varese) in Nord-Italien, eine Gründung im Rahmen der Einrichtung eines Forschungszentrums der EURATOM, die sich dort nach einer konfliktreichen Vorgeschichte gebildet hatte.

## Literarisches Werk
Nach einer rein archivarischen Arbeit über indianische Kultur und Sprachen sowie den Schriftsteller Karl May, befasste sich Beile ab Ende der 1970er Jahre mit dem Islam – zuerst mit dem Shitiismus, über den er 1987 ein Buch veröffentlichte und dessen Bedeutung er darin sah, „daß er bewußte oder unbewußte Anleihen gerade der Welt des Christentums entnommen hat.“ Es folgte ein Überblick zu Zusammenspiel und Gegensatz beider islamischer Konfessionen im Band Weltreligion Islam, 1993. 
Im Alter von 69 Jahren schrieb sich Rüdiger Beile in der Philosophischen Fakultät III der Bayrischen Julius-Maximilians-Universität Würzburg ein und promovierte am 17. Januar 2003 summa cum laude mit einer Dissertation (opus valde laudabile) zur Offenbarung des Johannes. Das Werk wurde ein Jahr später verlegt (2. Auflage 2008).
Kritik

„Mit seinen Thesen zur schubweisen Entstehungsgeschichte der Offb in engster Bezogenheit auf konkrete Zeitereignisse im letzten Drittel des 1. Jh. n. Chr., zur biographischen Situation des Verfassers oder etwa zur […] durch übersteigerte Kaiserverehrung gekennzeichneten Regierungszeit Domitians […] (weist Beile) jedwede Abhängigkeit oder gewollte Nähe zu vorausgehender apokalyptischer Literatur entschieden zurück: als gattungsmäßiges 'Unikat' sei die Offenbarung vielmehr deren Überwindung.“

## Anmerkung
1. ↑  Die Gemeinde im Großraum Mailand/Milano entstand im Zusammenhang eines europäischen Forschungszentrums zur „friedliche[n] Nutzung der Atomenergie“, der späteren EURATOM, das in Italien am 1. Oktober 1960 in Ispra den Betrieb aufgenommen hatte. Der Zugehörigkeitskreis der Gemeinde erweiterte sich 1965 vom Forschungszentrum auf Betriebsmitglieder der „zahlreichen Industrieunternehmen der Region oder auch der Europaschule“, deren Kinder mit einem Religionsunterricht betreut wurden. Mit einer Spende des Lutherischen Kirchenamtes in Deutschland wurde ein Kirchenbau ermöglicht, Eigentümerin des Geländes und Bauherrin der Kirche war die (ELKI). Am 6. Februar 1966 erfolgte die Grundsteinlegung. Die Gemeinde beging 1997 das Jubiläum 30 Jahre Johannis-Kirche in der Ortschaft Coquio-Caldana. (Quellen: Gemeindebriefe / Winfried Becker: Unser Weg zu einer ökumenischen Gemeinde., Caldana (Mai) 1997, S. 4 f. In: Archiv Beile, Akte 1998, Wertheim.).

## Werke
- Weltreligion Islam, Münchener Reihe, Evangelischer Presseverband für Bayern, München 1993. ISBN 3-583-50654-5.
- Der andere Islam. Die Shiiten, Münchener Reihe, Evangelischer Presseverband für Bayern, München 1994, (2. Auflage 1996). ISBN 3-583-50647-2.
- Zwischenruf aus Patmos, V & R Verlag unipress, Göttingen 2004, (2. Auflage 2008). ISBN 3-89971-145-9.